# Classe Brătianu
La classe Brătianu étaient une classe de quatre monitors fluviaux utilisés par la marine militaire roumaine. Ils s'appelaient Ion C. Brătianu, Lascăr Catargiu, Mihail Kogălniceanu et Alexandru Lahovari.

## Conception et construction

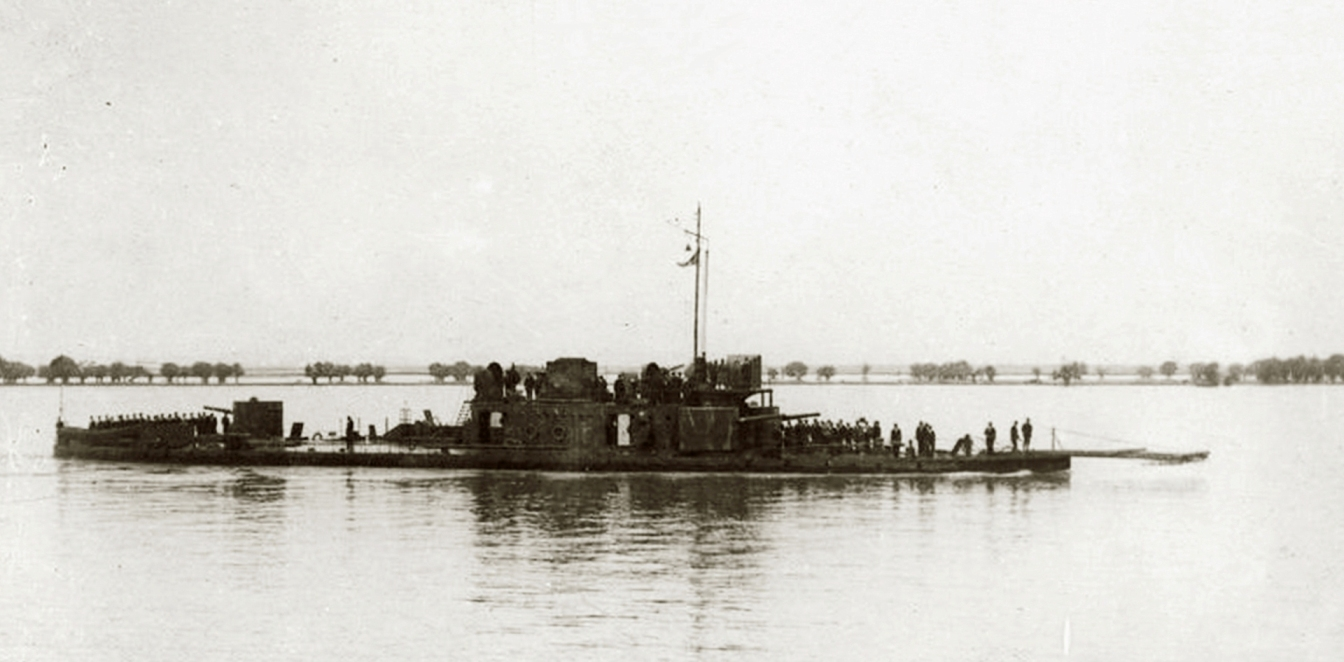
Le monitor "Brătianu" en 1917

Cette classe de monitor était basée sur des monitors fluviaux austro-hongrois similaires, tels que les SMS Körös (classe Körös) et SMS Bodrog (classe Ternes). 
Les navires roumains étaient plus gros et avaient un armement principal de trois canons navals de 120 mm dans des tourelles individuelles, deux obusiers de 120 mm, quatre canons rapides de 47 mm et deux mitrailleuses de 6,5 mm. L'épaisseur du blindage a atteint 70 à 75 mm autour de la ceinture, des tourelles et de la tourelle, 60 mm aux cloisons et jusqu'à 20 mm seulement sur certaines parties du pont. Les quatre navires de guerre ont été construits par Stabilimento Tecnico Triestino en Autriche-Hongrie en sections, transportés par rail en Roumanie  puis assemblés et lancés au chantier naval de Galați en Roumanie entre 1907 et 1908.

## Service opérationnel

### Première Guerre mondiale
Pendant la campagne roumaine de la Première Guerre mondiale, les monitors ont soutenu les forces terrestres roumaines pendant la bataille de Turtucaia et ont évacué la 9e division d'infanterie roumaine de la ville assiégée. Plus tard, ils ont contribué à l'arrêt de l'avancée des Empires centraux dans le delta du Danube et ont maintenu la ligne contre les forces allemandes en Moldavie pendant l'été et l'automne de 1917.
Ils ont également contribué à la victoire roumano-russe à la première bataille de Cobadin et les nouvelles de leur arrivée ont mis fin à l'offensive Flămânda.

### La Seconde Guerre mondiale

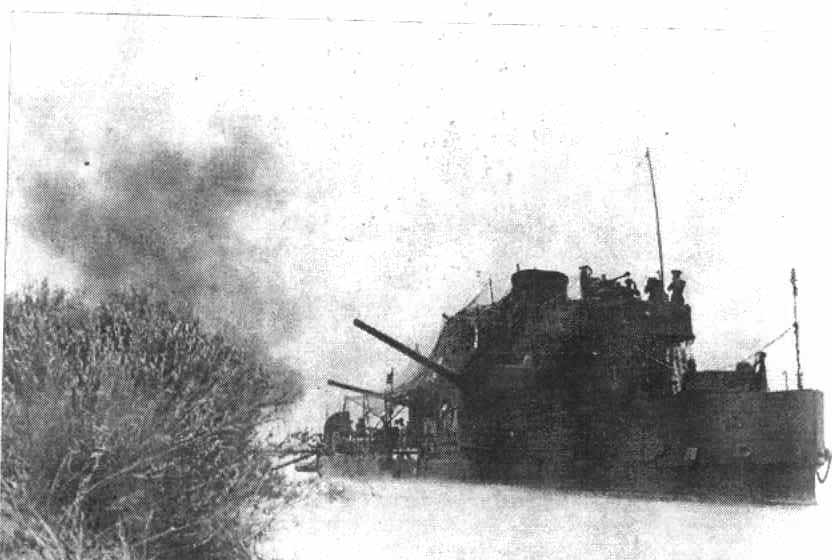
Monitor "Mihail Kogălniceanu" en 1941

Les 22 et 23 juin 1941, au début de l'opération Barbarossa, le Mihail Kogalniceanu, aidé d'un autre monitor roumain Basarabia  et de quatre patrouilleurs, réussit à repousser deux attaques soviétiques, coulant un patrouilleur et endommageant deux autres ainsi que deux monitors soviétiques. 
Le 24 août 1944, le Lascăr Catargiu et le Mihail Kogălniceanu sont coulés par des avions soviétiques. 
Le 27 août, le Ion C. Brătianu est capturé par les Soviétiques et renommé "Азов" (Azov) tandis que l'Alexandru Lahovaria est également capturé le 2 septembre et renommé "Мариуполь" (Marioupol). Les deux navires sont finalement renvoyés en Roumanie le 23 juin 1951. Ils sont mis en réserve en 1957 et ensuite démolis entre 1959 et 1962.

### Articles externes
Bratianu-class - Site navypedia